# Carhenge

Carhenge é um monumento, claramente inspirado na famosa Stonehenge, feita com 38 automóveis, localizada na pequena cidade estadunidense de Alliance, no estado do Nebraska.. O munumento recebe 60 mil visitantes em média por ano, sendo, atualmente, a maior atração turística da cidade.
Carhenge foi criado por Jim Reinders como um memorial ao seu falecido pai em 1987. Ele reuniu mais de 30 membros de sua família para recriar o mesmo formato das pedras de Stonehenge com os 38 automóveis. Para cada carro que está na vertical, Reinders teve que construir uma espécie de cova de cerca de 1,5 metro de profundidade. Então, cada dois carros fixados paralelamente serviram de base para apoiar mais um, horizontalmente. Para finalizar, foi aplicada uma tinta cinza em todas os automóveis, para aproximá-las das cores das pedras de Stonehenge. Para tornar o monumento ainda mais parecido com a obra inspiradora, os envolvidos na construção posicionaram os carros seguindo a mesma distância das pedras originais. Assim, o círculo de automóveis tem cerca de 29 metros de diâmetro, similar ao tamanho de Stonehenge.

## Carhenge na cultura popular
- Em 1994, uma foto do Carhenge foi usada como capa do álbum musical "Remastered - The Best of Steely Dan"[4]
- Em 2005, o Carhenge serviu como inspiração para o documentário de curta-metragem "Carhenge: Genius or Junk?"[5]
- Em 2007, o Carhenge foi citado no livro “Places to See in the USA and Canada Before You Die”.[6]